# Покровский (Абинский район)
Покровский — хутор в Абинском районе Краснодарского края России. Входит в состав Фёдоровского сельского поселения.

## География
Улиц четыре: ул. Зелёная, ул. Набережная, ул. Некрасова, ул. Титова.
Географическое положение
Хутор расположен в южной части Кубано-Приазовской низменности, в южно-предгорной зоне в 4 км на северо-запад от административного центра поселения станицы Фёдоровской.
Климат
умеренно континентальный, без резких колебаний суточных и месячных температур. Продолжительность периода с температурой выше 0° С достигает 9-10 месяцев, из них половина — 4-5 месяцев — лето. Среднегодовая температура около +11°, постепенно нарастая от 15° в мае до 30° в августе. Годовая сумма осадков достигает 800 мм.

## История
Согласно Закону Краснодарского края от 5 мая 2004 года N № 700-КЗ хутор вошёл в образованное муниципальное образование Фёдоровское сельское поселение.

## Население
| 2002 | 2010 |
| ---- | ---- |
| 100  | ↘74  |